# Jean-Claude Brondani
Jean-Claude Brondani, född den 2 februari 1944 i Houilles, Frankrike, är en fransk judoutövare.
Han tog OS-brons i herrarnas öppna viktklass i samband med de olympiska judotävlingarna 1972 i München.